# Tweede Kamerverkiezingen 2021/Kandidatenlijst/NLBeter
Dit is de kandidatenlijst voor de Tweede Kamerverkiezingen van 2021 van NLBeter zoals die op 5 februari 2021 is vastgesteld door de Kiesraad.

## De lijst
1. Esther van Fenema, Maarn - 6.165 stemmen
2. Ton van Haperen, Eindhoven - 454
3. Janneke Wittekoek, Maarssen - 1.052
4. Ronald Mann, Huizen - 90
5. Ingrid Hartog, Krimpen aan den IJssel - 95
6. Gerrit Breteler, Nes - 80
7. Meindert Bolt, Nieuw Beerta - 61
8. Igor Monzón, Leeuwarden - 82
9. Anneke Tromp, Hilversum - 79
10. Steffie Jansen, Utrecht - 187
11. Fred Schonewille, Diepenveen - 37
12. Maurice Leeser, Utrecht - 42
13. Klaas van Veen, Groningen - 95
14. Elly Koning, Amsterdam - 138

VVD · PVV · CDA · D66 · GroenLinks · SP · PvdA · ChristenUnie · Partij voor de Dieren · 50PLUS · SGP · DENK · FVD · BIJ1 · JA21 · Code Oranje · Volt · NIDA · Piratenpartij · LP · JONG · Splinter · BBB · NLBeter · LHK · OPRECHT · JEZUS LEEFT · TROTS · UCF · Lijst 30 · PvdE · DFP · VSN · WZNL · Modern Nederland · De Groenen · PvdR